# Залив (фильм)
«Залив» (англ. The Bay) — американский фильм ужасов режиссёра Барри Левинсона, снятый в стиле мокьюментари. В фильме показано, как на протяжении одного летнего дня почти все жители небольшого американского городка становятся жертвами паразитов, мутировавших в воде из-за промышленного загрязнения и перешедших от рыб к людям.
Премьера прошла 12 сентября 2012 года на кинофестивале в Торонто. 2 ноября фильм вышел в ограниченный прокат в США. Фильм получил положительные отзывы кинокритиков. 

## Сюжет
Фильм смонтирован из любительских и профессиональных видеозаписей жителей небольшого городка Клэриджа на берегу Чесапикского залива, где 4 июля во время празднования Дня независимости произошла загадочная эпидемия, приведшая к многочисленным жертвам. Комментирует съёмки бывший репортёр Донна Томпсон, которая в тот день находилась в городе и снимала репортаж о празднике. Ранее все материалы об эпидемии были засекречены правительством, однако Донна сочла, что пришло время рассказать людям правду.
В солнечный день, прямо во время праздничных гуляний на берегу залива, стали появляться люди, покрытые нарывами, которые быстро распространялись по всему телу. Их отправляли в больницу, где врач проводил операции, главным образом по ампутации конечностей. Однако больница вскоре переполнилась, люди начали умирать, в том числе прямо на улице и в домах, въезд в город был закрыт правительством.
Постепенно становятся понятны причины происходящего: оказывается, несколько недель назад два океанографа работали в заливе и затем были найдены мёртвыми, но их отчёт был направлен руководству города, однако был скрыт мэром. Океанографы установили, что паразиты Cymothoa exigua мутировали и сильно увеличились в размерах, уничтожив значительное количество рыбы. Причиной мутации оказалось сильное загрязнение воды, связанное с отходами от птицефабрики в Клэридже: в воду сбрасывалось огромное количество экскрементов кур, в том числе туда попадали и пищевые добавки для увеличения роста, которые давали курам. В результате паразиты перешли от рыб к людям.
В фильме рассказывается о нескольких людях, переживающих трагедию в городе. Донна и её оператор ходят по городу, видя везде трупы и слыша крики. Двое полицейских, привлечённые криками в доме, обнаруживают там умирающую семью, которая просит избавить их от мучений: один из полицейских убивает членов семьи, затем своего напарника, укушенного паразитом, и затем кончает с собой. Молодая пара с маленьким ребёнком приплывает на яхте в город, чтобы встретиться с родителями жены: мобильная и телефонная связь не работает, они видят пустой город, полный трупов. Из-за того, что муж по дороге купался в море, он оказывается заражён и умирает, жена с ребёнком с трудом выбираются из города.
В конце Донна говорит, что осталось лишь несколько выживших после эпидемии, однако они отказались принять участие в фильме. По официальной версии, эпидемия произошла из-за «необычайно высокой температуры воздуха»; тем, кто мог что-то рассказать, заплатили за молчание.

## В ролях
- Кетер Донохью — Донна Томпсон
- Кристен Коннолли — Стефани
- Уилл Роджерс — Алекс
- Роберт Тревайлер — доктор Уильямс
- Стивен Канкен — доктор Абрамс
- Кристофер Денэм — Сэм
- Нэнси Алука — Жаклин
- Фрэнк Дил — мэр Стокман

## Отзывы
На Rotten Tomatoes рейтинг фильма на 2024 год составляет 76 %, что основано на 87 рецензиях критиков, со средней оценкой 6.54 из 10. На Metacritic — 65 баллов из 100 на основе 20 обзоров.